# Lista biskupów Skálholtu

## Biskupirzymskokatoliccy
Katoliccy biskupi Skálholtu (religijnej stolicy Islandii), zwierzchnicy diecezji skálholckiej, obejmującej południową część kraju:
- 1056–1080: Ísleifur Gissurarson
- 1082–1118: Gissur Ísleifsson
- 1118–1133: Þorlákur Runólfsson
- 1134–1148: Magnús Einarsson
- 1152–1176: Klængur Þorsteinsson
- 1178–1193: św. Þorlákur Þórhallsson
- 1195–1211: Páll Jónsson
- 1216–1237: Magnús Gissurarson
- 1238–1268: Sigvarður Þéttmarsson (Norweg)
- 1269–1298: Árni Þorláksson
- 1304–1320: Árni Helgason
- 1321–1321: Grímur Skútuson (Norweg)
- 1322–1339: Jón Halldórsson (Norweg)
- 1339–1341: Jón Indriðason (Norweg)
- 1343–1348: Jón Sigurðsson
- 1350–1360: Gyrðir Ívarsson (Norweg)
- 1362–1364: Þórarinn Sigurðsson (Norweg)
- 1365–1381: Oddgeir Þorsteinsson (Norweg)
- 1382–1391: Mikael (Duńczyk)
- 1391–1405: Vilchin Hinriksson (Duńczyk)
- 1406–1413: Jón (Norweg)
- 1413–1426: Árni Ólafsson
- 1426–1433: Jón Gerreksson (Duńczyk)
- 1435–1437: Jón Vilhjálmsson Craxton (Anglik)
- 1437–1447: Gozewijn Comhaer (Godswin Comhaer) (Holender)
- 1448–1462: Marcellus (biskup) (Niemiec)
- 1462–1465: Jón Stefánsson Krabbe (Duńczyk)
- 1466–1475: Sveinn spaki Pétursson
- 1477–1490: Magnús Eyjólfsson
- 1491–1518: Stefán Jónsson
- 1521–1540: Ögmundur Pálsson

Reformacja – Skálholt stał się siedzibą biskupów luterańskich.

## Biskupi luterańscy
- 1540–1548: Gissur Einarsson
- 1549–1557: Marteinn Einarsson
- 1558–1587: Gísli Jónsson
- 1589–1630: Oddur Einarsson
- 1632–1638: Gísli Oddsson
- 1639–1674: Brynjólfur Sveinsson
- 1674–1697: Þórður Þorláksson
- 1698–1720: Jón Vídalín
- 1722–1743: Jón Árnason
- 1744–1745: Ludvig Harboe (Duńczyk)
- 1747–1753: Ólafur Gíslason
- 1754–1785: Finnur Jónsson
- 1785–1796: Hannes Finnsson

W 1801 roku połączono diecezje Hólaru i Skálholtu w jedną diecezję obejmującą cały kraj. Diecezja skálholcka stanowi obecnie część diecezji Reykjavíku. Tytuł biskupa Skálholtu noszą biskupi pomocniczy (vígslubiskup) diecezji Reykjavíku (jedynej diecezji Ewangelicko-Luterańskiego Kościoła Islandii).

### Biskupi pomocniczy biskupa Islandii
- 1909–1930:  Valdimar Briem
- 1931–1936:  Sigurður P. Sívertsen
- 1937–1965:  Bjarni Jónsson
- 1966–1983:  Sigurður Pálsson
- 1983–1989:  Ólafur Skúlason
- 1989–1994:  Jónas Gíslason
- 1994–2010:  Sigurður Sigurðarson
- 2011 – :  Kristján Valur Ingólfsson
- 2018 – : Kristján Björnsson

## Tytularni biskupirzymskokatoliccy
W 1968 papież Paweł VI ustanowił stolicę tytularną nawiązującą do średniowiecznego biskupstwa Skálholtu. Tytularni biskupi Schalholtensis (seu Scalholtensis):
- 19 grudnia 1968 – 9 kwietnia 1979: John Baptist Theunissen, emerytowany arcybiskup Blantyre (Malawi)
- 15 stycznia 1982 – 21 kwietnia 2008: Alphonsus Castermans, biskup pomocniczy Roermond (Holandia)
- 23 kwietnia 2016 – 21 kwietnia 2008: Paul Mason, biskup pomocniczy Southwark (Wielka Brytania)
- od 3 września 2019: Antoine Camilleri (arcybiskup), nuncjusz apostolski, m.in. w Etiopii.